# Domaine universitaire de Kpondehou
Le domaine universitaire de Kpondehou est un campus situé dans le quartier de Kpondehou au nord-est de Cotonou, la capitale économique du Bénin.

## Historique
La construction du domaine universitaire de Kpondehou a débuté dans les années 1990. Il abrite des établissements scolaires et universitaires béninois dont le siège et plusieurs facultés de l'université des sciences et technologies du Bénin,.

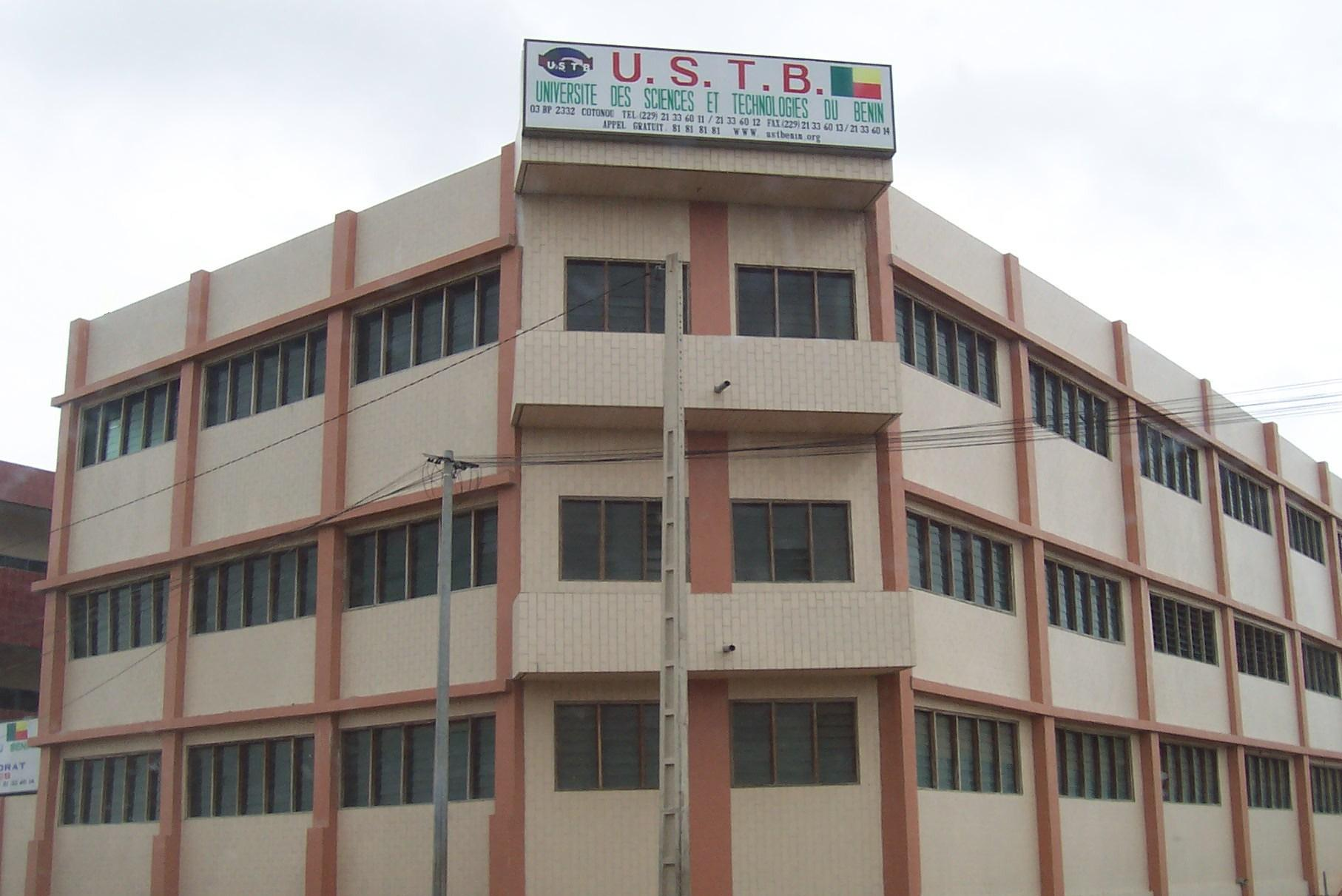
Siège de l'Université des Sciences et Technologies du Bénin, Domaine Universitaire de Kpondéhou, Lot 413 Bis, Akpakpa, Cotonou, Bénin.